# ガンタトーン・ワンナワス
ガンタトーン・ワンナワス（1980年1月26日 - ）は、タイのバンコクに生まれた。2004年に埼玉大学工学部を卒業後、在京タイ王国大使館工業部に入館。タイ王室関係者や省庁関係者のアテンド、両国間の産業政策のコーディネートや通訳を務めた。
2009年6月5日、タイに帰国後、MEDIATOR CO., LTD.を設立。日本貿易振興機構（JETRO）や在タイ日本国大使館などの日本政府機関、地方自治体の仕事を請け負う他、JETRO海外コーディネーターや中小企業基盤整備機構国際化支援アドバイザーを務める。

## 活動
2017年9月、タイ政府主催の日タイ修好130周年記念イベントの「タイ経済ミッション」の総合司会を務めた。2019年度には、日本の中小企業庁による国内・海外販路開拓強化支援事業（JAPANブランド育成支援事業）審査委員会委員に就任した。2021年から「TJRI(日本企業研究所)」プロジェクトを開始。日本のドラッグストア大手ツルハのタイ進出をサポートするなど、タイ企業のニーズを掘り起こし、それに合う日本企業とのマッチング業務に注力している。